# Totgeschwiegen

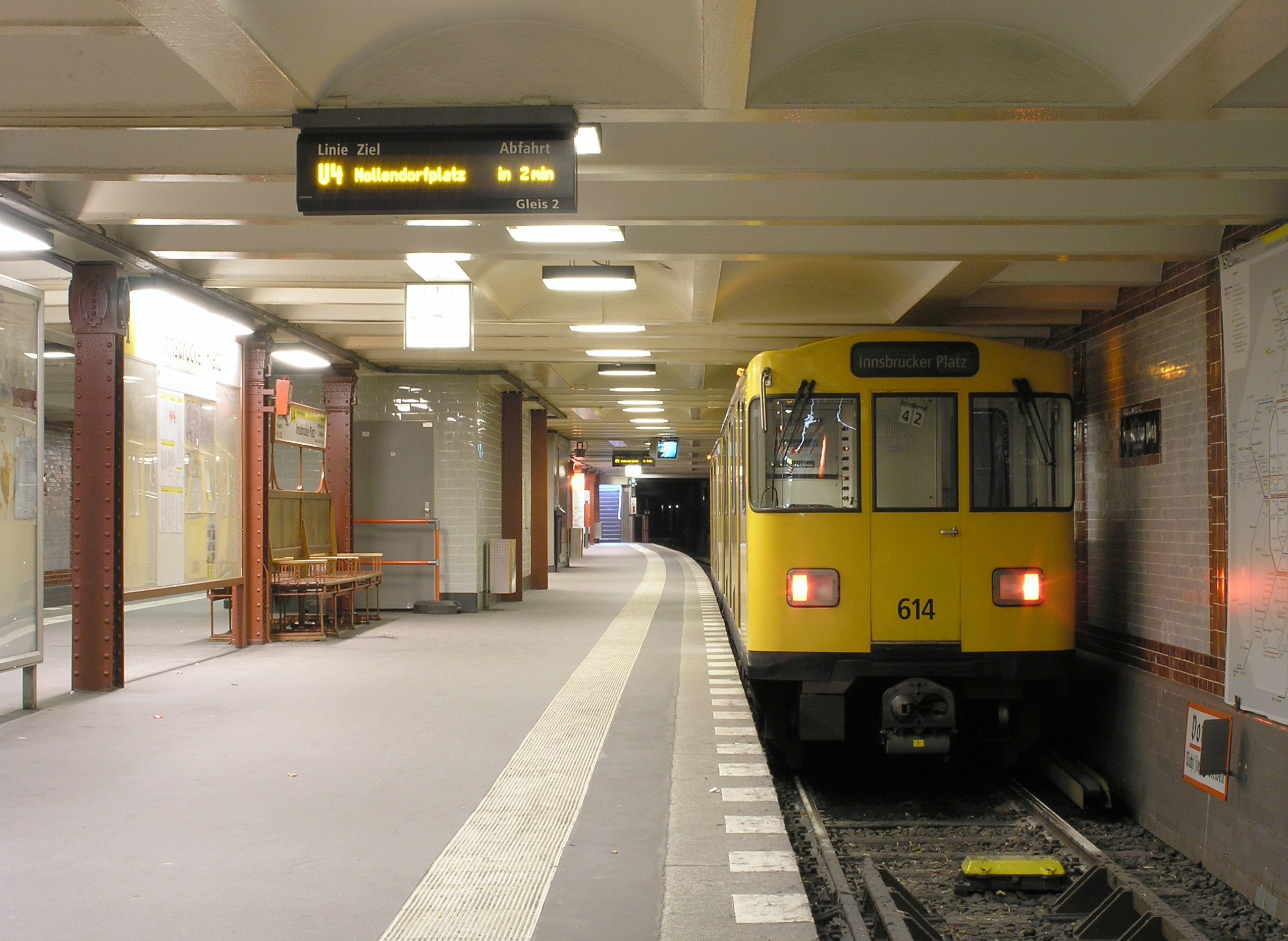
In einem U-Bahnhof kommt es zur tödlichen Auseinandersetzung (Drehort: U-Bahnhof Innsbrucker Platz)

Totgeschwiegen ist ein deutscher Fernsehfilm aus dem Jahr 2019, der im Jahr 2020 im ZDF erstausgestrahlt wurde. Er hat die in den vorhergehenden Jahren zugenommene Gewalt gegen Obdachlose zum Thema und stellt dar, wie sich die jugendlichen Täter und deren Eltern damit auseinandersetzen. Premiere war im Juli 2019 beim Filmfest München.

## Handlung
Im Berliner U-Bahnhof Innsbrucker Platz kommt es zu einem verbalen und handfesten Streit zwischen drei alkoholisierten Jugendlichen und einem Obdachlosen, nachdem dieser in einen Mülleimer uriniert. Der Obdachlose kommt dabei zu Tode. Die Jugendlichen rennen davon, dies ist auf einem Überwachungsvideo von hinten zu sehen. Die Eltern der Jugendlichen Mira, Jakob und Fabian erfahren eher durch Zufall von dem Ereignis und müssen sich in einem konspirativen Treffen gemeinsam entscheiden, wie sie mit der Situation umgehen.
Brigitte, Volker und Sohn Fabian: Die Familie lebt in einem großen, modernen Haus, Mutter Brigitte ist Hausfrau, Vater Volker ist Patentanwalt. Brigitte kommt als erste dahinter, was an dem Abend geschehen sein könnte. Als sie abends in den Nachrichten das Videomaterial sieht und Fabians Bruder neckend sagt, es könne genauso gut seine Jacke sein, dämmert es ihr. Sie hat gerade erst Fabians mit Blut befleckte Jacke im Müll gefunden und anschließend gewaschen. Jetzt handelt sie, zerschneidet die Jacke und entsorgt sie noch einer Joggingrunde in der Mülltonne einer Plattenbausiedlung. Als sie zurückkommt, spricht Miras Mutter Esther gerade mit Volker, sie wollen am nächsten Tag über den Vorfall sprechen.
Esther, Jean und Tochter Mira: Frauenärztin Esther lebt mit ihrem Freund Jean in einer Altbauwohnung. Jean kocht meist und kümmert sich aufgrund Esthers Arbeit oft um Mira. Esther erfährt über einen Chat auf Miras Handy von dem Ereignis. Sie und Jean stellen Mira umgehend zur Rede. Diese spricht von Notwehr, von einem Sturz auf den Kopf und dass sie daraufhin alle in einem Schockzustand wegrannten. Esther sucht daraufhin Fabians Eltern auf, um mit ihnen darüber zu sprechen.
Nele und Sohn Jakob: Nele ist alleinerziehende Mutter zweier Kinder und arbeitet in einem Café. Sie wohnen in einem Plattenbau. Sie wird erst am nächsten Tag von den anderen Eltern in einem abgelegenen Imbiss über das Ereignis in Kenntnis gesetzt.
Die Erwachsenen haben unterschiedliche Vorstellungen, wie jetzt zu handeln sei. Brigitte und Volker würden das Geschehene gern totschweigen, es sei doch ein Unfall gewesen. Sie fürchten, ihr Sohn würde die Haft nicht durchstehen und die Kinder würden sich ihre ganze Zukunft verbauen. Esther und Jean sehen eine Selbstanzeige als einzige Lösung. Sie fürchte hingehen, die Kinder würden auf Dauer dem psychischen Druck überhaupt nicht standhalten, irgendwann würden sie davon eingeholt. Die Sorge von Esther und Jean, sie würden sich dadurch alle mitschuldig machen, entkräftet Volker damit, dass sie als Angehörige gemäß § 258 Abs. 6 StGB straffrei blieben. Die Aussicht von Jugendhaft lässt Esther umschwenken. Die Eltern beschließen zunächst, nicht zur Polizei zu gehen. Jean ist mit dieser Entscheidung nicht einverstanden und er zieht daraufhin aus der gemeinsamen Wohnung aus. Da er Miras Ziehvater ist und Esther sehr viel arbeitet, setzt Mira dies weiter zu. Als die Polizei dann veröffentlicht, dass der Obdachlose erstochen wurde, setzen sich alle Beteiligten an einen Tisch. Jeder der Jugendlichen sagt, er oder sie sei es gewesen.
Die Betroffenen gehen auf ihre Weise mit dem Geschehenen um. Esther beispielsweise versucht bei Mira etwas soziale Verantwortung zu wecken, organisiert für sie eine ehrenamtliche Arbeit in einem Pflegeheim. Nachdem Mira dort wegläuft, schickt Esther sie in psychologische Behandlung. Jakob findet den Hund des Obdachlosen auf der Straße wieder und bringt ihn in ein Tierheim. Brigitte und Volker schicken Fabian in ein Internat. Nele hingegen versucht, Informationen über den Obdachlosen zu bekommen, um mehr darüber zu erfahren, was für ein Mensch er war. Sie fährt deswegen auch zu dessen Exfrau nach Karlshorst, gibt sich in einem Gespräch aber nicht zu erkennen, sondern fragt nur nach dem Weg. Sie ist kurz davor, bei der Polizei auszusagen, entscheidet sich dann doch anders, nachdem sie im Präsidium zu lange auf einen Verantwortlichen warten muss. Die Jugendlichen versuchen mit Joints, Alkohol und lauter Musik der Realität zu entfliehen.
Als Mira einen Suizidversuch mit Schlaftabletten und Alkohol unternimmt, bricht Jakob sein Schweigen und erzählt die Wahrheit. Sie haben an dem Abend zwei Flaschen Wein getrunken, sind auf dem U-Bahnhof mit dem stark alkoholisierten Obdachlosen in Streit geraten, es kam zu Handgreiflichkeiten. Der Hund des Obdachlosen hat Jakob ins Bein gebissen, Fabian hat ein Messer gezogen. Im Handgemenge sei das Messer heruntergefallen, Mira hat dieses dann genommen und einmal auf den Obdachlosen eingestochen.
Drei Monate später erfolgt die Verurteilung: Mira erhält zwei Jahre Jugendhaft auf Bewährung und muss sich in psychologische Behandlung begeben. Jakob und Fabian erhalten eine richterliche Verwarnung, wegen Mitführen eines Messers muss Fabian einen Antigewaltkurs machen. Alle müssen jeweils 100 Stunden Freizeitarbeit ableisten.

## Produktion
Der Film wurde erstmals am 21. September 2020 im ZDF ausgestrahlt. Er wurde vom 11. Februar bis 15. März 2019 in Berlin gedreht.

## Rezeption

### Kritiken
Das Lexikon des internationalen Films bewertet den Film eher mittelmäßig. Kritisiert wird insbesondere, dass der Film „aus der Sicht der Erwachsenen erzählt wird. Aus ihren Augen betrachtet der Film die Jugendlichen, die allesamt blass und unnahbar bleiben. Sie sind die unbekannten Wesen, die plötzlich noch weniger zu verstehen sind als sonst.“ Der Film werde mit der Zeit didaktischer und verliere nach und nach an Uneindeutigkeit, klischeebehaftete Szenen würden sich häufen.
Für Rainer Tittelbach hingegen ist der Film eines der Highlights des Jahres 2020. Er vergibt für den Film bei seiner Besprechung auf tittelbach.tv insgesamt 6 von 6 möglichen Sternen. Das, was in der Bewertung durch Filmdienst kritisiert wird, sieht er sogar als Pluspunkt: „Es stimmt einfach alles. Sorgt die Auswahl des gesellschaftlich relevanten Themas bei einem Fernsehkritiker nur für einen kleinen Bonus, wiegt dagegen umso mehr, dass Franziska Schlotterer und Gwendolyn Bellmann dramaturgisch alles richtig gemacht haben: Das beginnt mit der Entscheidung, die Tat der Jugendlichen auf die (Handlungs-)Ebene der Erwachsenen zu projizieren, setzt sich fort im sehr effektiven multiperspektivischen Konzept und endet noch lange nicht im Verzicht auf die sonst üblichen Anleihen beim Krimigenre. Die Ermittlungen der Kripo bleiben ein Intermezzo zur Halbzeit des Films. Die Geschichte mit ihren fünf stimmigen erwachsenen Charakteren und den drei jugendlichen Fragezeichen ist so intensiv, bei den drei Familien ist so viel Dampf im Beziehungskessel, dass es keiner Krimimuster bedarf, um den Druck auf die Figuren zu erhöhen. Solche Momente würden sicherlich die Konzentration und die Dynamik dieser vorzüglich austarierten, interdependenten Gruppen-Kommunikation nur stören.“

### Einschaltquoten
Die Erstausstrahlung am 21. September 2020 im ZDF sahen 4,68 Millionen Zuschauer. Dies bescherte Totgeschwiegen einen Marktanteil von 17,5 %.

### Auszeichnungen
- 2020: Fernsehfilmfestival Baden-Baden – Sonderpreis für herausragendes Drehbuch an Gwendolyn Bellmann und Franziska Schlotterer